# 吴一戎
吴一戎（1963年7月—），男，原籍安徽，生于北京，中国信号与信息处理学家。中国科学院电子学研究所研究员、博士生导师。现任中国科学院电子学研究所所长。

## 生平
吴一戎生于北京，原籍安徽。1985年、1988年先后在北京理工大学获学士和硕士学位，2001年在中国科学院电子学研究所获博士学位。2007年当选中国科学院院士。
2018年1月，当选第十三届全国政协委员。